# Cadlina magellanica
Cadlina magellanica is een slakkensoort uit de familie van de Cadlinidae. De wetenschappelijke naam van de soort werd voor het eerst geldig gepubliceerd in 1926 door Odhner.